# 2043 Ortutay
2043 Ortutay este un asteroid din centura principală, descoperit pe 12 noiembrie 1936 de György Kulin.